# Noble Corporation
Noble Corporation is een offshoreboormaatschappij die in 1930 werd opgericht als Noble Drilling Company.

## Beginjaren
In 1921 begonnen Lloyd Noble en Arthur Olson de Noble-Olson Drilling Company nadat op de familieboerderij van Noble in Ardmore in Chickasaw Nation in Oklahoma olie was aangeboord. De eerste put boorden zij dat jaar voor Carter Oil Company, later onderdeel van Exxon, in Carter County. De eerste twee jaar verliepen moeizaam, maar met de ontdekking van het Seminole-veld in 1926 groeide het bedrijf snel. Dit stelde hen in staat om in 1928 te boren het Turner Valley-veld bij Turner Valley in Alberta in Canada. In 1930 was het bedrijf gegroeid tot 38 boortorens toen Noble en Olson besloten apart door te gaan. Olson begon Olson Drilling met H.S. Diem and H.C. Bundy.

## Noble Drilling Corporation
Noble Drilling Company werd opgericht door Noble en in 1932 zette hij Samedan Oil Corporation op om onderscheid te maken tussen boring en productie.
In 1934 werd olie ontdekt bij Chance's Prairie in Texas door James Smither Abercrombie. Het veld werd Old Ocean genoemd en in 1936 kreeg Chance's Prairie ook die naam. Noble verkreeg een groot belang in dat veld door Old Ocean Oil Company (OOOC) te beginnen met enkele anderen en later een belang in J.S. Abercrombie Company te nemen.
In 1933 boorde het bedrijf in Galveston Bay voor het eerst offshore voor Amerada Petroleum Company. In 1937 boorde het daar vanaf een afzinkbaar boorplatform (submersible).
Tijdens de Tweede Wereldoorlog werd Noble gevraagd om in het Verenigd Koninkrijk in Sherwood Forest te boren om zo de olievoorraad te vergroten. Na terugkeer in de Verenigde Staten werd bij Hatteras Island opnieuw offshore geboord.
Toen Lloyd Noble in 1950 overleed, werd zijn belang in beide bedrijven ondergebracht in de liefdadigheidsorganisatie Samuel Roberts Noble Foundation.
In 1957 nam de Noble Foundation een belang in olieveldtransportbedrijf B.F. Walker, Inc., waarmee het de boor- en productieinstallaties van Noble Drilling en Samedan kon vervoeren, om het drie jaar later geheel over te nemen.
Door een aanhoudend lage olieprijs daalde tussen 1955 tot 1971 het aantal boorinstallaties in de Verenigde Staten van 2686 naar 976, wat betekende dat veel olie- en boormaatschappijen het moeilijk hadden. Noble had hierbij voordeel onderdeel te zijn van een liefdadigheidsorganisatie. Vanaf 1969 mochten liefdadigheidsorganisaties echter niet meer dan 20% van een bedrijf in bezit hebben, de Noble Foundation de bedrijven onderbracht in Noble Affiliates en hier 80% van naar de beurs bracht.
In 1981 werd het eerste nieuwbouwprogramma opgezet waarbij de hefplatforms (jackups) Ed Holt en Sam Noble van het type Levingston Class 111-C werden opgeleverd. Het was de laatste eenheid die door Levingston werd gebouwd.
In 1985 werd het bedrijf afgesplitst van Noble Affiliates als Noble Drilling Corporation nadat B.F. Walker twee jaar eerder al was verkocht.
In 1991 werd Transworld Drilling door Noble overgenomen van Kerr-McGee en voegde daarmee twaalf een heden toe, waaronder vijf jackups en zeven submersibles.
In 1996 nam het bedrijf Neddrill over van Nedlloyd. Daarmee verkreeg Noble zes jackups, drie boorschepen waaronder twee van de Pélican-klasse – de Neddrill 1 die de Noble Leo Segerius werd en de Neddrill Muravlenko die omgedoopt werd tot de Noble Muravlenko – en het halfafzinkbare platform (semi) Neddrill 6 die daarna de Noble Ton van Langeveld werd genoemd.
Het bedrijf richtte zich daarna zoals veel concurrenten op dieper water en in 1998-99 werden vijf submersibles van de serie van de Transworld Rig 68 omgebouwd tot semi volgens het volgens het EVA-4000-ontwerp.
In 2002 werden twee semi's naar Bingo 9000-ontwerp die bestemd waren voor Ocean Rig overgenomen en enkele jaren later afgebouwd nadat deze een contract hadden verkregen.

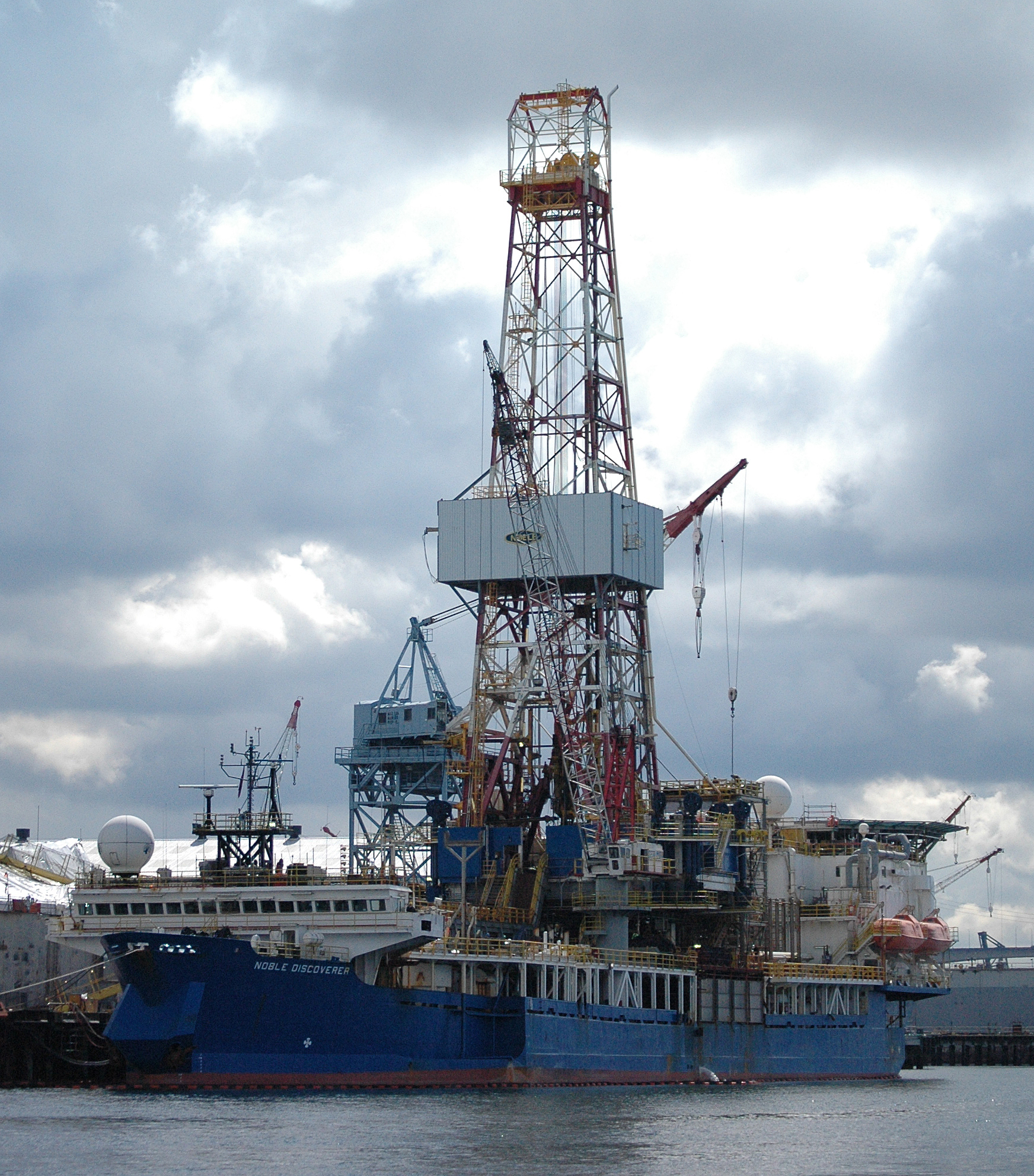
De Noble Discoverer

In 2010 werd het Noorse Frontier Drilling overgenomen, waarmee zeven eenheden werden toegevoegd aan de vloot, waarvan drie boorschepen met een dynamisch positioneringssysteem (DP) waarvan een van het type Pélican en twee in aanbouw van het type Bully, twee boorschepen met een ankersysteem, een Aker H-3-semi en een FPSO met DP.
In 2011-12 werden de twee boorschepen van het GustoMSC PRD12,000 Bully opgeleverd en ook twee boorschepen van het type HuisDrill 10000.
In 2013-14 werden vier boorschepen van het grotere Gusto P10,000-ontwerp opgeleverd.